# (90531) 2004 FY25
(90531) 2004 FY25 es un asteroide perteneciente al cinturón de asteroides, región del sistema solar que se encuentra entre las órbitas de Marte y Júpiter.
Fue descubierto el 17 de marzo de 2004 por el equipo del LINEAR desde el Laboratorio Lincoln, Socorro, Nuevo Mexico.

## Designación y nombre
Designado provisionalmente como 2004 FY25.

## Características orbitales
2004 FY25 está situado a una distancia media del Sol de 2,212 ua, pudiendo alejarse hasta 2,416 ua y acercarse hasta 2,009 ua. Su excentricidad es 0,092 y la inclinación orbital 3,506 grados. Emplea 1201,99 días en completar una órbita alrededor del Sol.

## Características físicas
La magnitud absoluta de 2004 FY25 es 16,91. 